# Velîki Dolînî, Jovkva
Velîki Dolînî (în ucraineană Великі Долини) este un sat în comuna Potelîci din raionul Jovkva, regiunea Liov, Ucraina.

## Demografie
Componența lingvistică a localității Velîki Dolînî
     Ucraineană (98,9%)
     Rusă (1,1%)
Conform recensământului din 2001, majoritatea populației localității Velîki Dolînî era vorbitoare de ucraineană (98,9%), existând în minoritate și vorbitori de rusă (1,1%).